# Launay-Villiers
Launay-Villiers ist eine französische Gemeinde mit 358 Einwohnern (Stand: 1. Januar 2022) im Département Mayenne in der Region Pays de la Loire. Sie gehört zum Arrondissement Laval und zum Kanton Loiron-Ruillé. Die Bewohner werden Launay-Villersois und Launay-Villersoises genannt.
Die Gemeinde erhielt 2022 die Auszeichnung „Zwei Blumen“, die vom Conseil national des villes et villages fleuris (CNVVF) im Rahmen des jährlichen Wettbewerbs der blumengeschmückten Städte und Dörfer verliehen wird.

## Geographie
Launay-Villiers liegt etwa 25 Kilometer westnordwestlich von Laval. Der Vicoin begrenzt die Gemeinde im Westen. Umgeben wird Launay-Villiers von den Nachbargemeinden Bourgon im Norden und Westen, Le Bourgneuf-la-Forêt im Norden und Osten, Port-Brillet im Südosten sowie Saint-Pierre-la-Cour im Süden.

## Bevölkerungsentwicklung
| Jahr                       | 1962 | 1968 | 1975 | 1982 | 1990 | 1999 | 2006 | 2019 |
| Einwohner                  | 299  | 319  | 330  | 358  | 343  | 350  | 396  | 383  |
| Quellen: Cassini und INSEE |      |      |      |      |      |      |      |      |

## Sehenswürdigkeiten
- Kirche Sainte-Trinité, 1636 erbaut
- Schloss Villiers

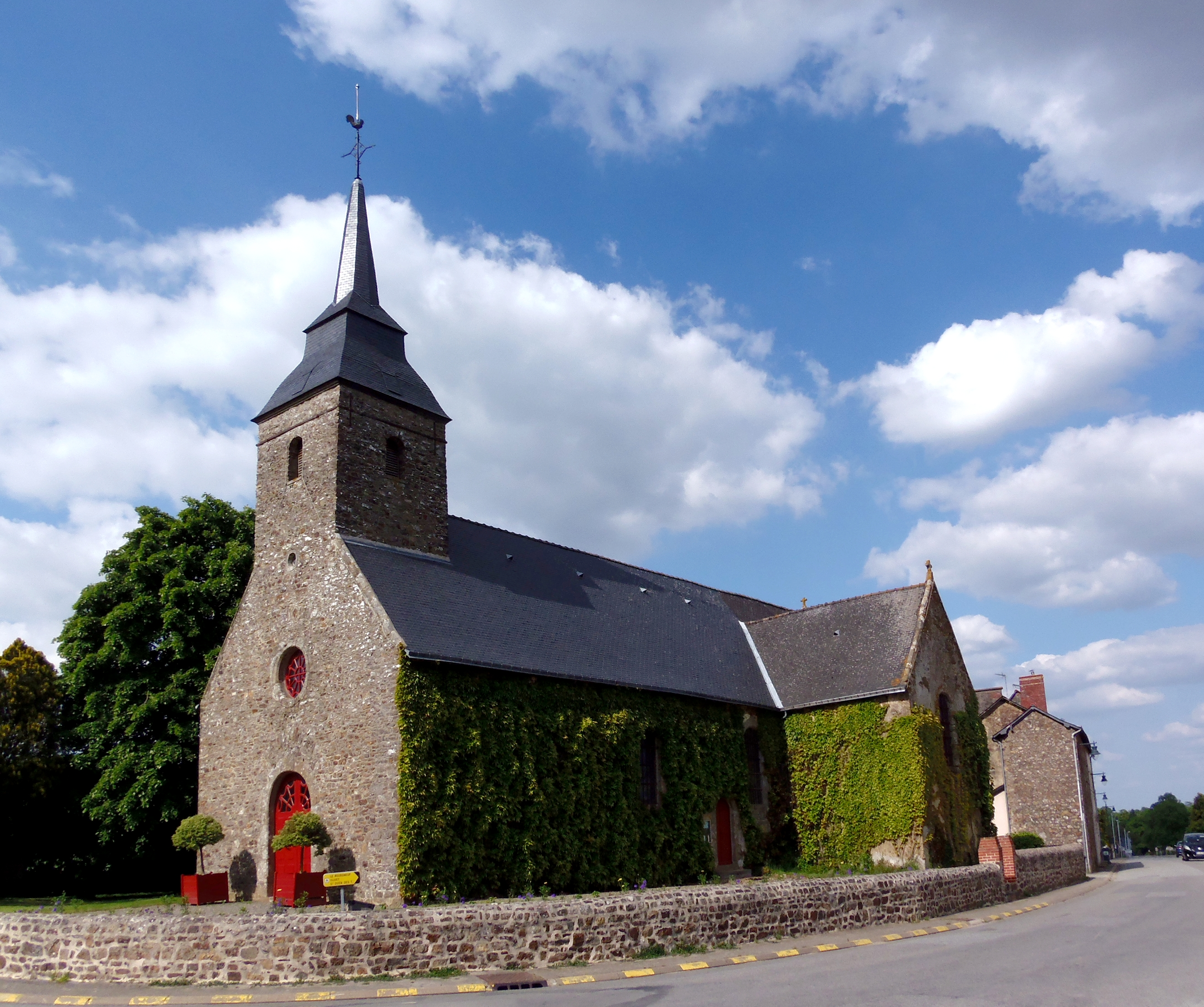
Kirche Sainte-Trinité
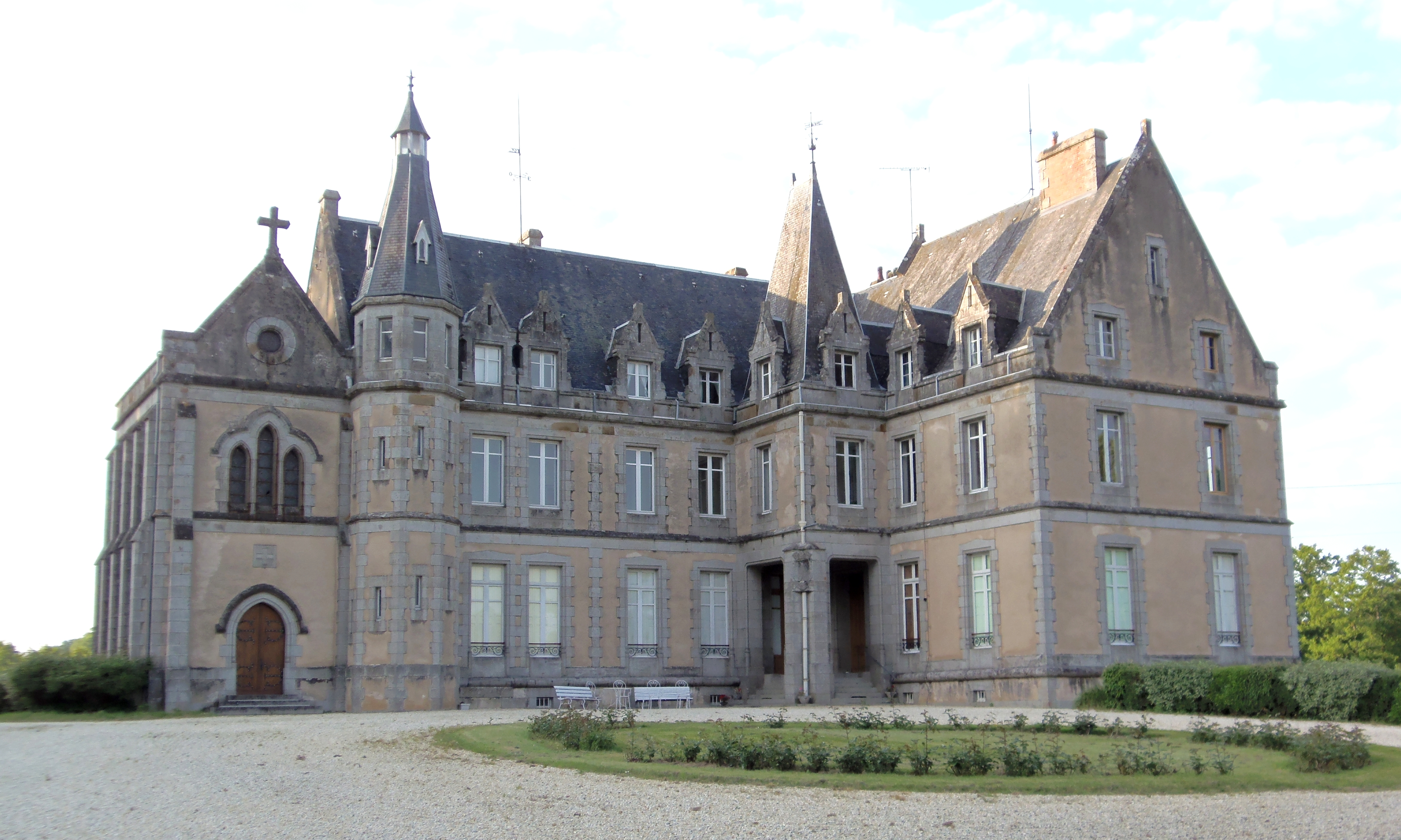
Schloss Villiers